# Tabanus indifferens
Tabanus indifferens är en tvåvingeart som beskrevs av Szilady 1926. Tabanus indifferens ingår i släktet Tabanus och familjen bromsar. Inga underarter finns listade i Catalogue of Life.